# ایسافجرویر
ایسافجرویر (به لاتین: Ísafjörður) یک شهر در ایسلند است که در Northwest Constituency واقع شده‌است.

## خصوصیات
ایسافجرویر ۲٬۶۰۰ نفر جمعیت دارد.

## خواهرخوانده
شهرهای یوئنسو، لینشوپینگ، Nanortalik، Runavík، تنسبرگ و کاوفرینگ خواهرخوانده‌های ایسافجرویر هستند.